# Liste der portugiesischen Abgeordneten zum EU-Parlament (1999–2004)
Die Liste der portugiesischen Abgeordneten zum EU-Parlament (1999–2004) listet alle portugiesischen Mitglieder des 5. Europäischen Parlaments nach der Europawahl in Portugal 1999.

## Mandatsstärke der Parteien zum Ende der Wahlperiode
- GUE/NGL: 2
- SPE: 12
- EVP-ED: 9
- UEN: 2

| Nationale Partei                                          | Mandate | Fraktion                                                                                      |
| --------------------------------------------------------- | ------- | --------------------------------------------------------------------------------------------- |
| Partido Socialista (PS)                                   | 12      | Fraktion der Sozialdemokratischen Partei Europas (SPE)                                        |
| Partido Social Democrata (PSD)                            | 09      | Fraktion der Europäischen Volkspartei und europäischer Demokraten (EVP-ED)                    |
| Partido Comunista Português (PCP)                         | 02      | Konföderale Fraktion der Vereinten Europäischen Linken/ 000Nordischen Grünen Linken (GUE/NGL) |
| Centro Democrático e Social – 000Partido Popular (CDS-PP) | 02      | Union für das Europa der Nationen (UEN)                                                       |
| SUMME                                                     | 25      |                                                                                               |

## Abgeordnete
| Bild | Name                      | geb. | MdEP seit     | Partei | Fraktion | Kommentar                                                            |
| ---- | ------------------------- | ---- | ------------- | ------ | -------- | -------------------------------------------------------------------- |
|      | Teresa Almeida Garrett    | 1953 | 20. Juli 1999 | PSD    | EVP-ED   |                                                                      |
|      | Regina Bastos             | 1960 | 1. Sep. 2000  | PSD    | EVP-ED   | nachgerückt am 1. September 2000 für Fernando Reis                   |
|      | António Campos            | 1938 | 20. Juli 1999 | PS     | SPE      |                                                                      |
|      | Carlos Candal             | 1938 | 20. Juli 1999 | PS     | SPE      |                                                                      |
|      | Raquel Cardoso            | 1951 | 16. Okt. 2003 | PSD    | EVP-ED   | nachgerückt am 16. Oktober 2003 für Arlindo Cunha                    |
|      | Maria Carrilho            | 1943 | 20. Juli 1999 | PS     | SPE      |                                                                      |
|      | Paulo Casaca              | 1957 | 20. Juli 1999 | PS     | SPE      |                                                                      |
|      | Carlos Coelho             | 1960 | 11. Jan. 1994 | PSD    | EVP-ED   |                                                                      |
|      | Carlos da Costa Neves     | 1954 | 19. Juli 1994 | PSD    | EVP-ED   | ausgeschieden am 8. April 2002, Joaquim Piscarreta folgte nach       |
|      | Arlindo Cunha             | 1950 | 19. Juli 1994 | PSD    | EVP-ED   | ausgeschieden am 30. September 2003, Raquel Cardoso rückte nach      |
|      | Elisa Maria Damião        | 1946 | 3. Okt. 1998  | PS     | SPE      |                                                                      |
|      | Ilda Figueiredo           | 1948 | 20. Juli 1999 | PCP    | GUE-NGL  |                                                                      |
|      | João Gouveia              | 1958 | 15. Okt. 2003 | PSD    | EVP-ED   | nachgerückt am 15. Oktober 2003 für Jorge Moreira da Silva           |
|      | Vasco Graça Moura         | 1942 | 20. Juli 1999 | PSD    | EVP-ED   |                                                                      |
|      | Carlos Lage               | 1943 | 19. Juli 1994 | PS     | SPE      |                                                                      |
|      | Luís Marinho              | 1949 | 14. Sep. 1987 | PS     | SPE      |                                                                      |
|      | Sérgio Marques            | 1957 | 20. Juli 1999 | PSD    | EVP-ED   |                                                                      |
|      | Joaquim Miranda           | 1950 | 1. Jan. 1986  | PCP    | GUE-NGL  | am 31. Januar 2004 ausgeschieden, Sérgio Ribeiro rückte nach         |
|      | Jorge Moreira da Silva    | 1971 | 20. Juli 1999 | PSD    | EVP-ED   | am 5. Oktober 2003 ausgeschieden, João Gouveia rückte nach           |
|      | José Pacheco Pereira      | 1949 | 20. Juli 1999 | PSD    | EVP-ED   |                                                                      |
|      | Joaquim Piscarreta        | 1950 | 17. Apr. 2002 | PSD    | EVP-ED   | nachgerückt am 17. April 2002 für Carlos da Costa Neves              |
|      | Paulo Portas              | 1962 | 20. Juli 1999 | CDS-PP | UEN      | ausgeschieden am 2. November 1999, José Ribeiro e Castro rückte nach |
|      | Luís Queiró               | 1953 | 20. Juli 1999 | CDS-PP | UEN      |                                                                      |
|      | Fernando Reis             | 1949 | 20. Juli 1999 | PSD    | EVP-ED   | ausgeschieden am 16. Juli 2000, Regina Bastos rückte nach            |
|      | Sérgio Ribeiro            | 1935 | 3. Feb. 2004  | PCP    | GUE-NGL  | am 3. Februar 2004 für Joaquim Miranda nachgerückt                   |
|      | José Ribeiro e Castro     | 1953 | 17. Nov. 1999 | CDS-PP | UEN      | nachgerückt am 17. November 1999 für Paulo Portas                    |
|      | Manuel António dos Santos | 1943 | 3. Juli 2001  | PS     | SPE      | nachgerückt am 3. Juli 2001 für António José Seguro                  |
|      | António José Seguro       | 1943 | 20. Juli 1999 | PS     | SPE      | ausgeschieden am 2. Juli 2001, Manuel António dos Santos rückte nach |
|      | Mário Soares              | 1924 | 20. Juli 1999 | PS     | SPE      |                                                                      |
|      | Sérgio Sousa Pinto        | 1972 | 20. Juli 1999 | PS     | SPE      |                                                                      |
|      | Helena Torres Marques     | 1941 | 20. Juli 1999 | PS     | SPE      |                                                                      |
|      | Joaquim Vairinhos         | 1944 | 20. Juli 1999 | PS     | SPE      |                                                                      |